# Горохов Петро Данилович
Петро Данилович Горохов (нар. 28 квітня 1925 (за іншими даними — 29.06.1923), с. Кобиченко (нині с. Кабичівка,  Марківський район,  Луганська область), УРСР,  СРСР — 26 травня 1993, Донецьк, Україна) — радянський і український хоровий диригент, педагог, кандидат мистецтвознавства (1974), професор Донецької консерваторії (1989). Заслужений діяч мистецтв  УРСР (1989).

## Життєпис
Закінчив Одеську консерваторію (1954; кл. К. Пігрова, Д. Загрецького). 
З 1970 року викладав в Донецькій державній музичній академії ім. С. С. Прокоф'єва, проректор з навчальної і наукової роботи (1975—1988), зав. кафедри хорового диригування (1988—1993).